# Werknesh Kidane
Werknesh Kidane (Etiopía, 21 de noviembre de 1981) es una atleta etíope, especialista en la prueba de 10000 m, en la que ha logrado ser subcampeona mundial en 2003.

## Carrera deportiva
En el Mundial de París 2003 ganó la medalla de plata en los 10000 metros, con un tiempo de 30:07.15 segundos que fue su mejor marca personal, llegando a la meta tras su compatriota la también etíope Berhane Adere y por delante de la china Sun Yingjie.